# Crémery
Crémery is een gemeente in het Franse departement Somme (regio Hauts-de-France) en telt 68 inwoners (1999). De plaats maakt deel uit van het arrondissement Montdidier.

## Geografie
De oppervlakte van Crémery bedraagt 2,5 km², de bevolkingsdichtheid is 27,2 inwoners per km².
De onderstaande kaart toont de ligging van Crémery met de belangrijkste infrastructuur en aangrenzende gemeenten.

## Demografie
Onderstaande figuur toont het verloop van het inwonertal (bron: INSEE-tellingen).